# 普雷德凡
普雷德凡（法語：Prédefin，法語發音：[pʁedfɛ̃]）是法国上法蘭西大區加来海峡省的一个市镇，属于阿拉斯区。

## 地理
普雷德凡（50°30'12"N, 2°15'18"E）面积3.82 平方千米，位于法国上法蘭西大區加来海峡省，该省份为法国北部沿海省份，西北濒北海，南至索姆省，东临北部省。
与普雷德凡接壤的市镇（或旧市镇、城区）包括：莱尔、厄尚、埃基尔、费万帕法尔、方丹莱布朗、利斯堡。

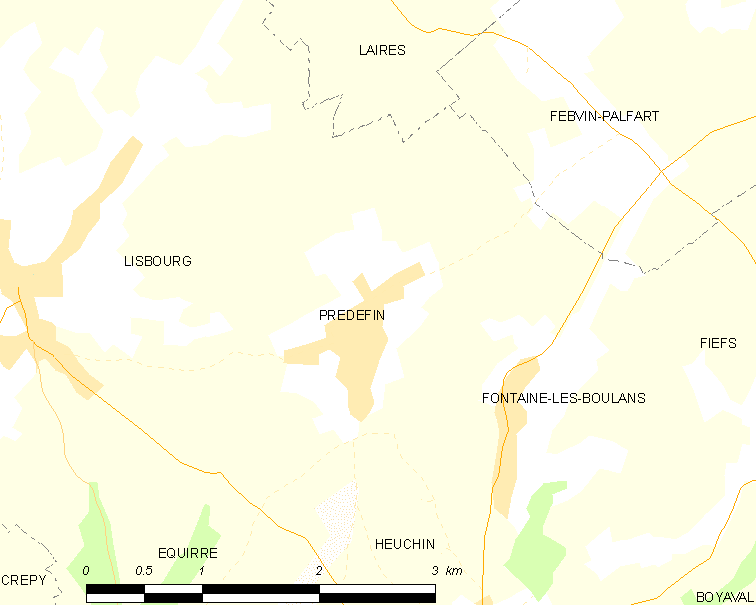
普雷德凡的OSM定位图

普雷德凡的时区为UTC+01:00、UTC+02:00（夏令时）。

## 行政
普雷德凡的邮政编码为62134，INSEE市镇编码为62668。

## 政治
普雷德凡所属的省级选区为泰努瓦斯河畔圣波勒县。

## 人口

1962-2008年间普雷德凡人口变化图示

普雷德凡于2022年1月1日时的人口数量为214人。